# Comté de Rush (Kansas)
Pour les articles homonymes, voir Comté de Rush.
Le comté de Rush est l’un des 105 comtés de l’État du Kansas, aux États-Unis. Fondé le 26 février 1867, il a été nommé en hommage au capitaine Alexander Rush.
Siège et plus grande ville : La Crosse.

## Géolocalisation
|               | Comté d’Ellis   | Comté de Russell |
| Comté de Ness | Comté de Rush   | Comté de Barton  |
|               | Comté de Pawnee |                  |